# كلود كوندر

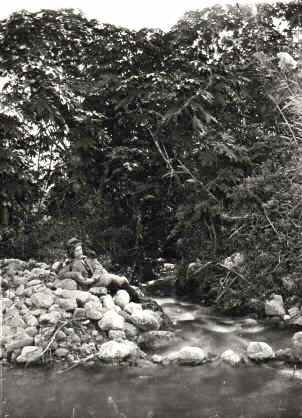
كلود كوندر.

كلود كوندر (بالإنجليزية: Claude Reignier Conder)‏ (1848 - 1910 م) هو جندي وعالم بالجغرافيا الأثرية، بريطاني.
مولده ووفاته بشلتنهام. التحق بسلاح المهندسين الملكي البريطاني سنة 1870 م وطاف في بلاد الشرق. كان إلى جانب تشارلز وارين، مسئولاً عن عملية مسح شمال فلسطين بالنيابة عن مؤسسة الاستكشافات الفلسطينية.

## آثاره
من آثاره: طبرغرافية غرب فلسطين (لحساب مؤسسة الاستكشافات الفلسطينية، لندن، 1872 - 1873 م) و أعمال المخيمات في فلسطين (1878 م) والمرشد إلى التوراة (1879 م). وقد نقل أحمد عويدي العبادي إحدى كتب كوندر إلى العربية تحت اسم «أعمال المساحة في شرق الأردن» (1880 م).